# Turchia ai Giochi della XV Olimpiade
La Turchia ha partecipato ai Giochi della XV Olimpiade, svoltisi ad Helsinki, dal 19 luglio al 3 agosto 1952,  
con una delegazione di 51 atleti impegnati in 4 discipline,
aggiudicandosi 2 medaglie d'oro e 1 medaglia di bronzo.

## Medagliere

### Per discipline
| Sport        | Oro | Argento | Bronzo | Totale |
| ------------ | --- | ------- | ------ | ------ |
| Lotta libera | 2   | 0       | 1      | 3      |
| Totale       | 2   | 0       | 1      | 3      |

### Medaglie
| Medaglia | Atleta       | Sport        | Evento             |
| -------- | ------------ | ------------ | ------------------ |
| Oro      | Hasan Gemici | Lotta libera | Pesi mosca         |
| Oro      | Bayram Şit   | Lotta libera | Pesi piuma         |
| Bronzo   | Adil Atan    | Lotta libera | Pesi medio-massimi |

## Risultati

### Calcio
| Atleta | Classifica |                    |
| --- | --- | ------------------ |
| V · D · M Nazionale olimpica turca · Calcio ai Giochi Olimpici Estivi 1952 1 Akın · 2 Bolatlı · 3 Yolaç · 4 Ertan · 5 Dirimlili · 6 Altan · 7 Candan · 8 Tokaç · 9 Bilge · 11 Çaka · 12 Büyükyıldırım · 13 Güder · 14 Çetinel · 15 Gürdal · 18 Şentürk · 20 Cömert · CT : Puppo | 5° |                    |
| Nazionale olimpica turca · Calcio ai Giochi Olimpici Estivi 1952 | |                    |
| 1 Akın · 2 Bolatlı · 3 Yolaç · 4 Ertan · 5 Dirimlili · 6 Altan · 7 Candan · 8 Tokaç · 9 Bilge · 11 Çaka · 12 Büyükyıldırım · 13 Güder · 14 Çetinel · 15 Gürdal · 18 Şentürk · 20 Cömert · CT: Puppo                                                                             | 1 Akın · 2 Bolatlı · 3 Yolaç · 4 Ertan · 5 Dirimlili · 6 Altan · 7 Candan · 8 Tokaç · 9 Bilge · 11 Çaka · 12 Büyükyıldırım · 13 Güder · 14 Çetinel · 15 Gürdal · 18 Şentürk · 20 Cömert · CT: Puppo | Turchia (bandiera) |

### Pallacanestro
| Atleta | Classifica |
| --- | ---------- |
| V · D · M Nazionale turca - Pallacanestro ai Giochi della XV Olimpiade 3 Gündüz · 4 Granit · 5 Seldüz · 6 Tezol · 7 Uras · 9 Gülçelik · 10 Yalım · 11 Partener · 12 Dinçer · 14 Diyarbakırlı · 15 Ülmen · 16 Alkan · All. Elliott Van Zandt | 22°        |
| Nazionale turca - Pallacanestro ai Giochi della XV Olimpiade |            |
| 3 Gündüz · 4 Granit · 5 Seldüz · 6 Tezol · 7 Uras · 9 Gülçelik · 10 Yalım · 11 Partener · 12 Dinçer · 14 Diyarbakırlı · 15 Ülmen · 16 Alkan · All. Elliott Van Zandt                                                                        |            |